# Vegas de Matute
Vegas de Matute è un comune spagnolo di 243 abitanti situato nella comunità autonoma di Castiglia e León.